# В'язь
В'язь, також язь (Leuciscus idus) — риба родини ялецевих.

## Розповсюдження
Розповсюджений у річках, озерах, водосховищах Європи та Азії, окрім Середньої Азії, Кавказу, Криму, в Сибіру зустрічається до річки Колима. У басейні Аральського моря представлений підвидом в'язем туркестанським (L. idus oxianus). В Україні живе в усіх рівнинних річках.

## Будова та спосіб життя
Доволі велика риба, завдовжки може сягати до 70 см, вагою — до 3 кг, іноді до 8 кг. Тіло та голова товсті, луска відносно дрібна. Рот кінцевий, маленький. Спина темна, боки сріблясті, грудні, черевні та анальні плавці червоні, спинний та хвостовий  — сірого кольору. Молоді особини дещо світліші за дорослих. Самиці забарвлені менш яскраво за самців. У річках в'язь тримається на плесах з помірною течією на середніх глибинах. У водосховищах — у гирлах річок та мілководних затоках з підводною рослинністю. Це всеїдна риба. Зазвичай живиться різноманітними безхребетними та водною рослинністю. Дорослі особини іноді також живляться молоддю риб та дрібними земноводними. Молоді особини живуть зграями, дорослі збираються в зграї тільки взимку. Взимку зберігають активність.

## Розмноження
Статевої зрілості риби досягають на 3—5 році життя. Нерест відбувається у квітні за температури води від 5 до 13°С протягом одного-двох тижнів. Ікру відкладають на підводну рослинність на глибині до 80 см. У нерестовій зграї самців приблизно удвічі більше, ніж самиць. Кількість ікринок, які відкладають самки, неоднакова та залежить від віку та розмірів особини, але загалом самиці дуже плодючі (до 130 тисяч ікринок). Личинки, що з'являються, деякий час залишаються прикріпленими до рослин.

## Значення

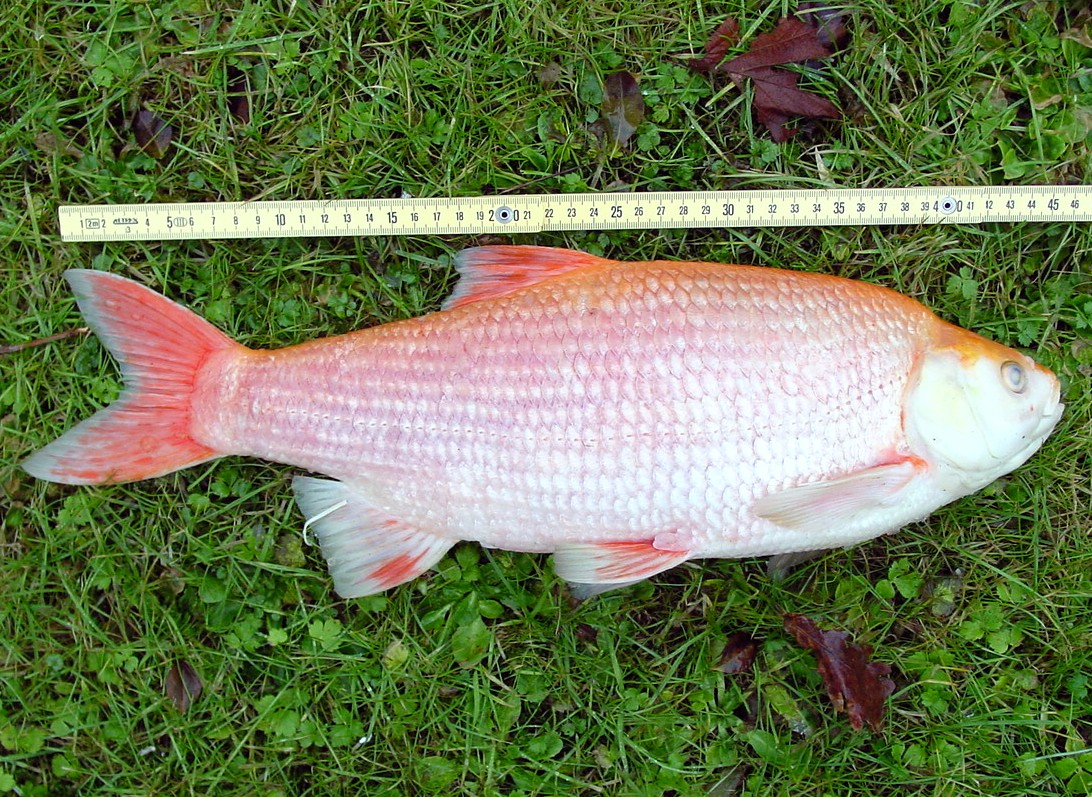
Орфа

Риба має гарні смакові якості, є об'єктом промислу. Також виведена свійська порода язя — орфа (золотий в'язь), що вирощується в ставках та фонтанах як декоративна риба.